# Прапор Монса
Прапор Монса було встановлено рішенням ради від невідомої дати як прапор муніципалітету Монс провінції Ено, Бельгія. Прапор можна описати так:
Три однакові довгі смуги червоного, білого і червоного кольорів.
Кольори прапора походять від міського герба. Цей муніципальний прапор ідентичний прапору Перу.

Жемап мав муніципальний прапор із двома вертикальними смугами синього та білого кольорів, поки його не було додано до муніципалітету Монса під час муніципальної реорганізації 1977 року.

Прапор Перу
Прапор колишнього міста Жепам